# Myoxocephalus brandtii
Myoxocephalus brandtii és una espècie de peix pertanyent a la família dels còtids.

## Descripció
- Fa 42 cm de llargària màxima i 1.200 g de pes.[3][4]

## Hàbitat
És un peix marí, demersal i de clima temperat que viu entre 0-140 m de fondària (normalment, entre 25 i 50).

## Distribució geogràfica
Es troba al Pacífic nord-occidental: des de Hokkaido fins al nord del mar del Japó i el mar d'Okhotsk.

## Observacions
És inofensiu per als humans.